# Natália de Sayn-Wittgenstein-Berleburg
Natália de Sayn-Wittgenstein-Berleburg (Copenhaga, 2 de maio de 1975) é a filha mais nova de Ricardo, 6.º Príncipe de Sayn-Wittgenstein-Berleburg e da princesa Benedita da Dinamarca. É sobrinha da rainha Margarida II da Dinamarca e da ex-rainha Ana Maria da Grécia.

## Carreira equestre
Natália ganhou um lugar na equipe olímpica de 2000 como piloto reserva, e depois participou no Campeonato da Europa de 2001, a ganhar uma medalha de bronze e o Campeonato Mundial de 2002 (onde foi quarta colocada) com a equipe dinamarquesa. Ela era um membro da equipa de dressage Equipe Dinamarca nos Jogos Olímpicos de Verão de 2008 e foi premiado com uma medalha de bronze.
Natália era parte da equipe equestre dinamarquesa nos Jogos Olímpicos de 2012 em ´Londres, competindo nos eventos da equipe e adestramento indivíduo em seu cavalo Digby. Ela terminou em 12º na prova individual e ajudou a Dinamarca a um acabamento equipa 4º lugar. 

## Casamento e filhos
Em 4 de janeiro de 2010, foi anunciado o noivado da princesa Natália e do criador de cavalos Alexander Johannsmann (6 de dezembro de 1977), filho de Henrique William Johannsmann. Eles se casaram no civil em 27 de maio de 2010 e religiosamente em 18 de junho de 2011 em Bad Berleburg na Alemanha. A noiva usou um vestido de cetim marfim do designer dinamarquês Henrik Hviid.
Natália deu à luz um filho, Konstantin Gustavo Henrique Ricardo em 24 de julho de 2010. Os padrinhos de Konstantin foram a princesa Maria da Dinamarca, sua tia Ann-Kathrin Johannsmann, e seu tio príncipe Gustavo. Em 13 de agosto de 2014, foi anunciado que a princesa Natália estava esperando seu segundo filho em fevereiro de 2015. Ela deu à luz uma filha, Luísa Margarida Benedita Hanna, em 28 de janeiro em Bad Berleburg, Alemanha.

### Divórcio
O casal se separou em meados de 2022. 

## Prêmios
- Comitê Olímpico Internacional: Medalha de Bronze para o Hipismo nos Jogos Olímpicos de Verão de 2008 - Adestramento por equipes.
- Comitê Olímpico Internacional: Medalha de Bronze da Copa do Mundo de Dressage.